# Heinz Arendt
Heinz Arendt (* 16. Mai 1917 in Berlin; † 5. Januar 2006 in Unkel) war ein deutscher Schwimmer, der in den 1930er-Jahren aktiv war. Er startete für den Berliner Verein SC Poseidon.
Arendt gewann insgesamt fünf deutsche Meisterschaften:
- über 400 m Freistil 1936
- über 1500 m Freistil 1936, 1937, 1938 und 1939.

In beiden Disziplinen ging er zusammen mit Hans Freese und Otto Przywara bei den Olympischen Spielen 1936 in Berlin an den Start. Über 400 m Freistil schieden alle drei im Halbfinale aus. Über 1500 m Freistil erreichte Arendt als einziger deutscher Teilnehmer das Finale, wo er auf den 7. und somit letzten Platz kam.
Arendt lebte über längere Zeit in Königswinter, wo er von 1953 bis 1982 als Bademeister am Lemmerzbad tätig war, und wurde dort auf dem Friedhof Oberweingartenweg beigesetzt.